# Ораховице (Горажде)
Ораховице је насељено мјесто у граду Горажду, Босна и Херцеговина.

## Становништво
|         | 2013.       | 1991.        | 1981.         | 1971.         |
| Укупно  | 24 (100,0%) | 95 (100,0%)  | 130 (100,0%)  | 150 (100,0%)  |
| Бошњаци | 24 (100,0%) | 90 (94,74%)1 | 121 (93,08%)1 | 141 (94,00%)1 |
| Срби    | –           | 4 (4,211%)   | 9 (6,923%)    | 9 (6,000%)    |
| Остали  | –           | 1 (1,053%)   | –             | –             |

1. 1 На пописима од 1971. до 1991. Бошњаци су пописивани углавном као Муслимани.